# Kathryn C. Thornton
Kathryn C. Thornton, född 17 augusti 1952 i Montgomery, Alabama, är en amerikansk astronaut uttagen i astronautgrupp 10 den 23 maj 1984.

## Rymdfärder
- STS-33
- STS-49
- STS-61
- STS-73